# Ove Høegh Hansen
Ove Høegh Hansen (15. April 1832 i Roskilde – 16. januar 1910 i København) var en dansk landskabsgartner.
Høegh Hansen kom i foråret 1846 i gartnerlære hos handelsgartner J. Koch på Frederiksberg, og efter at have søgt videre uddannelse som elev i Botanisk Have, Ledreborg Have og Rosenborg Driverihave tog han 1852 gartnereksamen. Efter i to år at have været medhjælper
hos kunstgartner Wendt på St. Jørgensbjerg tiltrådte Høegh Hansen med understøttelse af Indenrigsministeriet og det Classenske Fideikommis en større udlandsrejse. Han arbejdede i flere af de større såvel privat- som handelsgartnerier i England fra 1854–56, og efter et kort ophold i van Houttes gartneri i Gent vendte han over Paris og Hamborg tilbage til Danmark. 
Han begyndte nu en selvstændig virksomhed og kastede sig over landskabsgartneriet, særlig på tilskyndelse af sin moder, en datter af slotsforvalter Voigt, som navnlig gjorde sig bekendt ved omdannelsen af Søndermarken og Frederiksberg Have. Høegh Hansen har udfoldet en meget stor virksomhed,
over 500 større og mindre have- og parkanlæg har han udført såvel i Sverige som herhjemme. Blandt større arbejder skal anføres haven ved Alhambra, ved herregårdene Hvedholm, Spanager og Klintholm, ligesom også flere offentlige anlæg som Kungsparken i Malmø, anlæggene ved Silkeborg Badeanstalt, Aalborg, Slagelse osv. I 1873 fik han ansættelse som Københavns Kommunes gartner, og ved den store Nordiske Kunst- og Industriudstilling i 1888, hvor terrænets benyttelse som have var ham overdraget, indlagde han sig stor fortjeneste af det smukke anlæg.
Høegh Hansen var søn af justitsråd Christian H. Hansen, der var stiftsskriver og værge for Roskilde Domkirke. Den 15. April 1859 giftede Høegh Hansen sig med Karen Dorothea Andersen (f. 20. Maj 1831), datter af møller Andersen, Egholm Mølle i Horns Herred.